# ريشان (حبيل جبر)
ريشان هي إحدى قرى عزلة حبيل جبر بمديرية حبيل جبر التابعة لمحافظة لحج، بلغ تعداد سكانها 
6570 نسمة حسب تعداد اليمن لعام 2004.